# Victor Khanye Local Municipality
Die Victor Khanye Local Municipality (afrikaans Victor Khanye Plaaslike Munisipaliteit; ehemals Delmas Local Municipality) ist eine Lokalgemeinde im Distrikt Nkangala der südafrikanischen Provinz Mpumalanga. Der Sitz der Verwaltung befindet sich in Delmas. Bürgermeister ist K. V. Buda.

## Städte und Orte
- Botleng
- Delmas
- Eloff
- Modder East Orchards
- Rietkol
- Sundra

## Bevölkerung
Von den 75.452 Einwohnern im Jahr 2011 waren 82,3 % schwarz, 16 % weiß und 1,1 % Coloureds. Erstsprache war zu 35,7 % isiZulu, zu 25,2 % isiNdebele, zu 15,7 % Afrikaans, zu 3,8 % Sesotho, zu 3,6 % Englisch, zu 3,4 % Sepedi, zu 3,3 % isiXhosa, zu 2 % Setswana, zu jeweils 1,9 % Siswati und Xitsonga sowie zu 0,6 % Tshivenda.